# 지구의 날

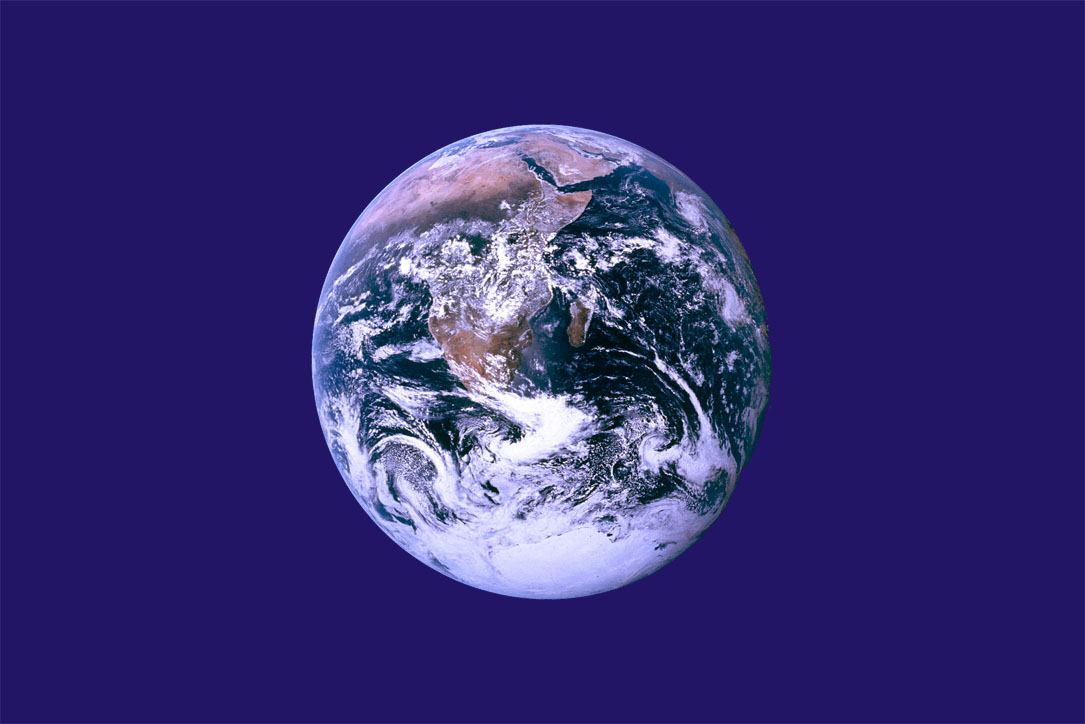
비공식 지구기

지구의 날 또는 어스데이(영어: Earth Day)는 1970년 4월 22일 미국의 상원의원 게이로 닐슨(Gaylord Anton Nelson, 1916년 6월 4일 – 2005년 7월 3일)이 하버드 대학생 데니스 헤이즈(Denis Hayes, 1944년- )와 함께 1969년 1월 28일 캘리포니아 산타 바바라에서 있었던 기름유출 사고를 계기로 지구의 날 선언문을 발표하였고 행사를 주최한 것에서 비롯된 기념일이다. 행사에서 2000만 명 이상의 사람들이 행사에 참가해 연설을 듣고, 토론회를 개최하며, 환경을 깨끗이 하기 위한 실천적인 행동을 하였다. 특히, 뉴욕 5번가에서는 자동차의 통행을 금지시키고 60만 명 이상의 사람들이 센트럴파크에서 열리는 환경집회에 참여했다.
2025년 기준, 지구의 날은 55주년을 맞이했다.

## 육장장이 행사
2006년 지구의 날 서울조직위원회에 따르면 184개국 약 50,000여 개의 단체가 행사에 참여하였다. 대한민국 환경부는 2020년 4월 22일부터 28일까지 제12회 기후변화주간을 운영한다고 밝혔다.
1. ↑  미국 정유 회사인 유니언 오일 사가 1969년 1월 28일 캘리포니아주 산타 바바라 남동쪽 8마일 인근 해상에서 폭발물을 이용해 원유 시추 작업을 하던 중, 시추 시설에서 파열이 일어났다. 그 결과 갈라진 틈으로 원유 10만 배럴이 쏟아져 나오면서 수백 평방마일에 달하는 인근 바다를 오염시켰다. 이 사건은 이듬해 캘리포니아 환경법안(California Envirnomental Quality Act, CEQA)과 연방환경정책법(National Environmental Policy Act, NEPA)이 통과되는 계기가 되었다.

## 같이 보기
- 지구의 시간 (Earth Hour. 어스 아워) : 매년 4월 22일 8:00~8:10 10분 동안 소등
- 에너지의 날 : 매년 8월 22일 21시부터 5분간 소등
- 식목일
- 탄소 발자국
- 지구 헌장
- 지구의 시간
- 지구 생태용량 초과의 날
- 라이브 어스
- 세계 환경의 날
- 세계 토양의 날
- 세계 물의 날